# Lo Lieh

Lo Lieh in Cinque dita di violenza (1972)

Lo Lieh, pseudonimo di Wang Lap Tat (Pematang Siantar, 29 giugno 1939 – Shenzhen, 2 novembre 2002), è stato un attore e regista indonesiano naturalizzato cinese, il primo attore di arti marziali ad essere distribuito in Occidente, precedette di alcuni mesi il successo di Bruce Lee sulla scena internazionale.

## Biografia
Nato in Indonesia da famiglia di origini cantonesi, si trasferì con i genitori ad Hong Kong all'età di dieci anni. Dopo aver terminato gli studi alla scuola di recitazione di Hong Kong, venne scritturato dalla celebre casa di produzione cinematografica Studio Shaw nel 1962. Ben presto divenne una stella del cinema del genere arti marziali, toccando l'apice tra il 1965 ed il 1972, girando più di 100 film per lo più in ruoli di Cattivo del Kung Fu.
Nel 1973 fu intervistato assieme a molti altri dalla giornalista Oriana Fallaci per conto de L'europeo. Nel 1974 esordì come regista col film Wu-Kung la mano della vendetta (The Devil & the Angel) interpretato anche da sua moglie Grace Tong. Occasionalmente diresse altri film fino al 1999, quando le sue condizioni di salute lo costrinsero al ritiro dal set cinematografico (ma già alla fine degli anni '80 aveva avuto un infarto; tornerà a recitare in Miracle/The Canton Godfather, di e con Jackie Chan, nel 1989). Il primo libro a dedicargli una scheda biografica personale è Gli eredi di Bruce Lee, pubblicato nel 2000 dalla Edizioni Mediterranee, autore Lorenzo De Luca.
È morto nel 2002 all'età di 63 anni per un attacco cardiaco assistito dal suo ex-collega ed amico, il portoricano Jonathan Kuhns.

## Filmografia parziale
- La morte nella mano (Longhu dou), regia di Jimmy Wang Yu (1970)
- Cinque dita di violenza (Tian Xia Di Yi Quan), regia di Chang-hwa Jeong (1972)
- Crash! Che botte... Strippo strappo stroppio, regia di Bitto Albertini (1973)
- Là dove non batte il sole (Blood Money), regia di Antonio Margheriti (1974)
- I distruttori del tempio Shaolin (Hung Hsi-Kuan), regia di Chia-Liang Liu (1977)
- 36ª camera dello Shaolin (Shao Lin san shi liu fang), regia di Chia-Liang Liu (1978)
- Il clan del Loto Bianco (Hung wen tin san po pai lien chiao), regia di Lieh Lo (1980)
- Canton Godfather - L'ultimo padrino (Ji ji), regia di Jackie Chan (1989)

## Doppiatori italiani
- Michele Kalamera in Cinque dita di violenza (doppiaggio SAS 1973)
- Antonio Colonnello in Crash! Che botte... Strippo strappo stroppio
- Adalberto Maria Merli in Là dove non batte il sole
- Silvio Anselmo in Bruce Lee - The Flying Dragon